# Zăicanii Noi, Telenești
Zăicanii Noi este un sat din cadrul comunei Ratuș din raionul Telenești, Republica Moldova. Distanța directă până la centrul raional Telenești este de 15 km, până la Chișinău 63 km.

## Demografie
Conform recensământului din anul 2004, populația este de 163 de locuitori (80 bărbați și 83 femei). 161 (98,77%) s-au declarat moldoveni/români, iar 2 (1,23%) ucraineni.